# Миранда (спутник)
Мира́нда (англ. Miranda), известная также как Уран V — самый близкий и наименьший из пяти крупных спутников Урана. Открыт в 1948 году Джерардом Койпером и назван в честь Миранды из пьесы Уильяма Шекспира «Буря». Этот спутник был исследован с близкого расстояния лишь одним космическим аппаратом — «Вояджером-2», изучавшим систему Урана в январе 1986 года. С Мирандой он сблизился теснее, чем с другими спутниками Урана, и поэтому заснял её детальнее. Но удалось изучить только южное полушарие, потому что северное было погружено во тьму.
Ось вращения Миранды, как и других крупных спутников Урана, лежит почти в плоскости орбиты планеты, и это приводит к очень своеобразным сезонным циклам. Сформировалась Миранда, скорее всего, из аккреционного диска (или туманности), который либо существовал вокруг Урана в течение какого-то времени после формирования планеты, либо образовался при мощном столкновении, которое, вероятно, и дало Урану большой наклон оси вращения (97,86°). Между тем у Миранды самое большое среди крупных спутников Урана наклонение орбиты к экватору планеты: 4,338°. Поверхность спутника, вероятно, состоит из водяного льда, смешанного с силикатами, карбонатами и аммиаком. Удивительно, что этот маленький спутник обладает большим разнообразием форм рельефа (обычно у тел такого размера поверхность более однородна из-за отсутствия эндогенной активности). Там есть просторные холмистые равнины, усеянные кратерами и пересечённые сетью разломов, каньонов и крутых уступов. На поверхности видны три необычные области размером более 200 км (так называемые венцы). Эти геологические образования, как и удивительно большое наклонение орбиты, указывают на сложную геологическую историю Миранды. На неё могли влиять орбитальные резонансы, приливные силы, конвекция в недрах, частичная гравитационная дифференциация и расширение их вещества, а также эпизоды криовулканизма.

## Открытие и наименование

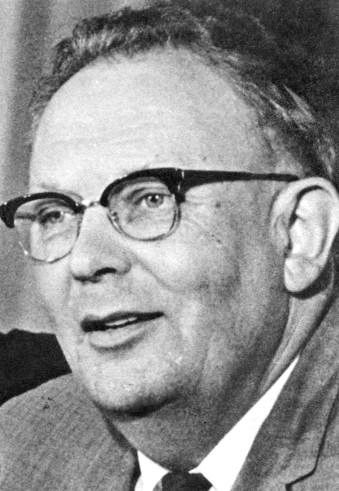
Джерард Койпер в 1963 году

Миранда была открыта 16 февраля 1948 года голландским (с 1933 года проживавшим в США) астрономом Дж. Койпером в обсерватории Макдональд в Техасе через 97 лет после открытия Титании и Оберона. Целью Койпера было измерение относительных звёздных величин четырёх известных на тот момент спутников Урана: Ариэля, Умбриэля, Титании и Оберона.
В соответствии с предложением Джона Гершеля — сына первооткрывателя Титании и Оберона — все спутники Урана называют именами персонажей произведений Уильяма Шекспира и Александра Поупа. Миранда получила имя персонажа пьесы У. Шекспира «Буря» (дочери Просперо). Все детали рельефа этого спутника названы в честь мест, где происходят действия произведений Уильяма Шекспира.

## Орбита

Уран со спутниками. Снимок в ближней инфракрасной области (Паранальская обсерватория, 2002)

Миранда — самый близкий к Урану из его крупных спутников: она находится на расстоянии около 129 900 км от планеты. Эксцентриситет у её орбиты невелик (0,0013), а наклонение к плоскости экватора Урана намного больше, чем у орбит всех остальных его регулярных спутников: 4,232°. Другими словами, орбита Миранды практически круговая, причём её плоскость (как и плоскость экватора Урана) почти перпендикулярна плоскости орбиты планеты. Большое наклонение орбиты к экватору Урана, возможно, связано с тем, что Миранда могла быть в орбитальном резонансе с другими спутниками — например, в резонансе 3:1 с Умбриэлем и, вероятно, в резонансе 5:3 с Ариэлем. Орбитальный резонанс с Умбриэлем мог увеличить эксцентриситет орбиты Миранды, слабо изменив орбиту Умбриэля. Большой эксцентриситет орбиты приводит к регулярному изменению величины приливных сил и, как следствие, к трению в недрах спутника и их нагреву. Это могло быть источником энергии для геологической активности. Из-за низкой сплющенности и малого размера Урана его спутникам намного легче уйти из орбитального резонанса, чем спутникам Сатурна или Юпитера. Пример тому — Миранда, которая ушла из резонанса (посредством механизма, который, вероятно, и придал её орбите аномально большое наклонение).
Орбитальный период составляет 1,41347925 земных суток и совпадает с периодом вращения. Миранда всегда повёрнута к Урану одной стороной, её орбита полностью находится в его магнитосфере, а атмосферы у неё нет. Поэтому её ведомое полушарие постоянно бомбардируется частицами магнитосферной плазмы, которые движутся по орбите намного быстрее Миранды (с периодом, равным периоду осевого вращения Урана). Возможно, это и приводит к потемнению ведомого полушария, которое наблюдается у всех спутников Урана, кроме Оберона. «Вояджер-2» зарегистрировал около спутника явное уменьшение концентрации ионов магнитосферы Урана.
Поскольку Уран вращается вокруг Солнца «на боку», а его плоскость экватора примерно совпадает с плоскостью экватора (и орбиты) его крупных спутников, смена сезонов на них очень своеобразна. Каждый полюс Миранды 42 года находится в полной темноте и 42 года непрерывно освещён, причём во время летнего солнцестояния Солнце на полюсе почти достигает зенита. Пролёт «Вояджера-2» в январе 1986 года совпал с летним солнцестоянием в южном полушарии, тогда как почти всё северное находилось в полной темноте.
Раз в 42 года — во время равноденствия на Уране — Солнце (и вместе с ним Земля) проходит через его экваториальную плоскость, и тогда можно наблюдать взаимные покрытия его спутников. Несколько таких событий наблюдалось в 2006—2007 годах, в том числе покрытие Ариэля Мирандой 15 июля 2006 года в 00:08 UT и покрытие Умбриэля Мирандой 6 июля 2007 года в 01:43 UT.

## Состав и внутреннее строение

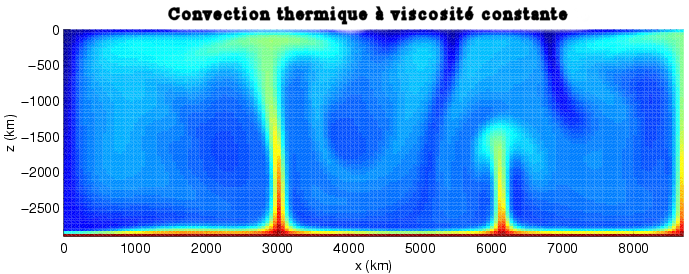
Термическая конвекция при постоянной вязкости. Цвет соответствует температуре

Форма спутников тесно связана с их размером: шарообразную форму обычно имеют объекты диаметром более 400 км. Диаметр Миранды — около 470 км и, таким образом, она находится на границе между малыми и крупными спутниками. Её плотность наименьшая среди основных спутников Урана: 1,15 ± 0,15 г/см3, что довольно близко к плотности льда. Наблюдения поверхности в инфракрасном диапазоне позволили обнаружить водяной лёд, смешанный с силикатами и карбонатами, а также аммиак (NH3) в количестве 3 %. На основании данных, полученных «Вояджером-2», был сделан вывод, что камни составляют 20—40 % массы спутника.
Миранда, возможно, частично дифференцирована на силикатное ядро, покрытое ледяной мантией. Если это так, толщина мантии составляет около 135 км, а радиус ядра — около 100 км. В этом случае отвод тепла из недр происходит путём теплопроводности. Однако наличие на спутнике венцов может свидетельствовать о конвекции. По одной из гипотез, лёд на Миранде образует клатрат с метаном. Помимо метана, водные клатраты могут захватывать окись углерода и другие молекулы, образуя вещество с хорошими теплоизоляционными свойствами — теплопроводность клатратов составит лишь от 2 до 10 % теплопроводности обычного льда. Таким образом, они могут препятствовать оттоку из недр спутника тепла, которое выделяется там при распаде радиоактивных элементов. В таком случае понадобилось бы около 100 млн лет для нагревания льда до 100 °C. Тепловое расширение ядра могло достигнуть 1 %, что привело бы к растрескиванию поверхности. Её неоднородность, возможно, объясняется неоднородностью потока тепловой энергии из недр. В 2023 году группа учёных из лаборатории прикладной физики заявила, что на основе анализа старых данных от аппарата «Вояджер-2» с поверхности спутников Ариэль и/или Миранда происходят выбросы в космическую среду, косвенно свидетельствующие о наличии подповерхностного океана.

## Поверхность
Миранда обладает уникальной в своём роде поверхностью с большим разнообразием форм рельефа. Это трещины, разломы, долины, кратеры, хребты, углубления, скалы и террасы. Поверхность этого спутника размером с Энцелад — удивительная мозаика из весьма разнообразных зон. Некоторые регионы стары и невыразительны. Они испещрены многочисленными ударными кратерами, что и следовало ожидать от небольшого инертного тела. Другие регионы пересечены сложными переплетениями хребтов и уступов и покрыты прямоугольными или яйцевидными системами светлых и тёмных полос, что указывает на необычный состав Миранды. Скорее всего, поверхность спутника состоит из водяного льда, а более глубокие слои — из силикатных пород и органических соединений.
| №  | Наименование | Тип     | Длина (диаметр), км | Широта (°) | Долгота (°) | Названо в честь                                                                             |
| -- | ------------ | ------- | ------------------- | ---------- | ----------- | ------------------------------------------------------------------------------------------- |
| 1  | Инвернесс    | Венец   | 234                 | −66,9      | 325,7       | Замок из произведения «Макбет»                                                              |
| 2  | Арден        | Венец   | 318                 | −29,1      | 73,7        | Леса Франции и Бельгии, где разворачиваются события в произведении «Как вам это понравится» |
| 3  | Эльсинор     | Венец   | 323                 | −24,8      | 257,1       | Хельсингёр, место действия пьесы «Гамлет»                                                   |
| 4  | Верона       | Уступ   | 116                 | −18,3      | 347,8       | Город Италии, где разворачивается сюжет произведения «Ромео и Джульетта»                    |
| 5  | Алжир        | Уступ   | 141                 | −43,2      | 322,8       | Регион Франции, в котором происходят действия пьесы «Буря»                                  |
| 6  | Дунсинан     | Область | 244                 | −31,5      | 11,9        | Холм, упоминаемый в пьесе «Макбет»                                                          |
| 7  | Эфес         | Область | 225                 | −15        | 250         | Дом близнецов в Турции из произведения «Комедия ошибок»                                     |
| 8  | Мантуя       | Область | 399                 | −39,6      | 180,2       | Регион Италии, упоминается в произведении «Два веронца»                                     |
| 9  | Сицилия      | Область | 174                 | −30        | 317,2       | Регион в Италии из произведения «Зимняя сказка»                                             |
| 10 | Стефано      | Кратер  | 16                  | −41,1      | 234,1       | Дворецкий из произведения «Буря»                                                            |
| 11 | Франциско    | Кратер  | 14                  | −73,2      | 236         | Придворный из произведения «Буря»                                                           |
| 12 | Фердинанд    | Кратер  | 17                  | −34,8      | 202,1       | Сын короля Неаполя из произведения «Буря»                                                   |
| 13 | Тринкуло     | Кратер  | 11                  | −63,7      | 163,4       | Шут из произведения «Буря»                                                                  |
| 14 | Алонсо       | Кратер  | 25                  | −44        | 352,6       | Король Неаполя из произведения «Буря»                                                       |
| 15 | Просперо     | Кратер  | 21                  | −32,9      | 329,9       | Законный герцог Миланский из произведения «Буря»                                            |
| 16 | Гонзало      | Кратер  | 11                  | −11,4      | 77          | Советник короля Неаполя из произведения «Буря»                                              |
| 17 | Неаполь      | Рытвины | 260                 | 32         | 260         | Город, в котором происходят действия пьесы «Буря»                                           |
| 18 | Сиракузы     | Рытвины | 40                  | 15         | 293         | Регион Италии, где разворачивается сюжет произведения «Комедия ошибок»                      |

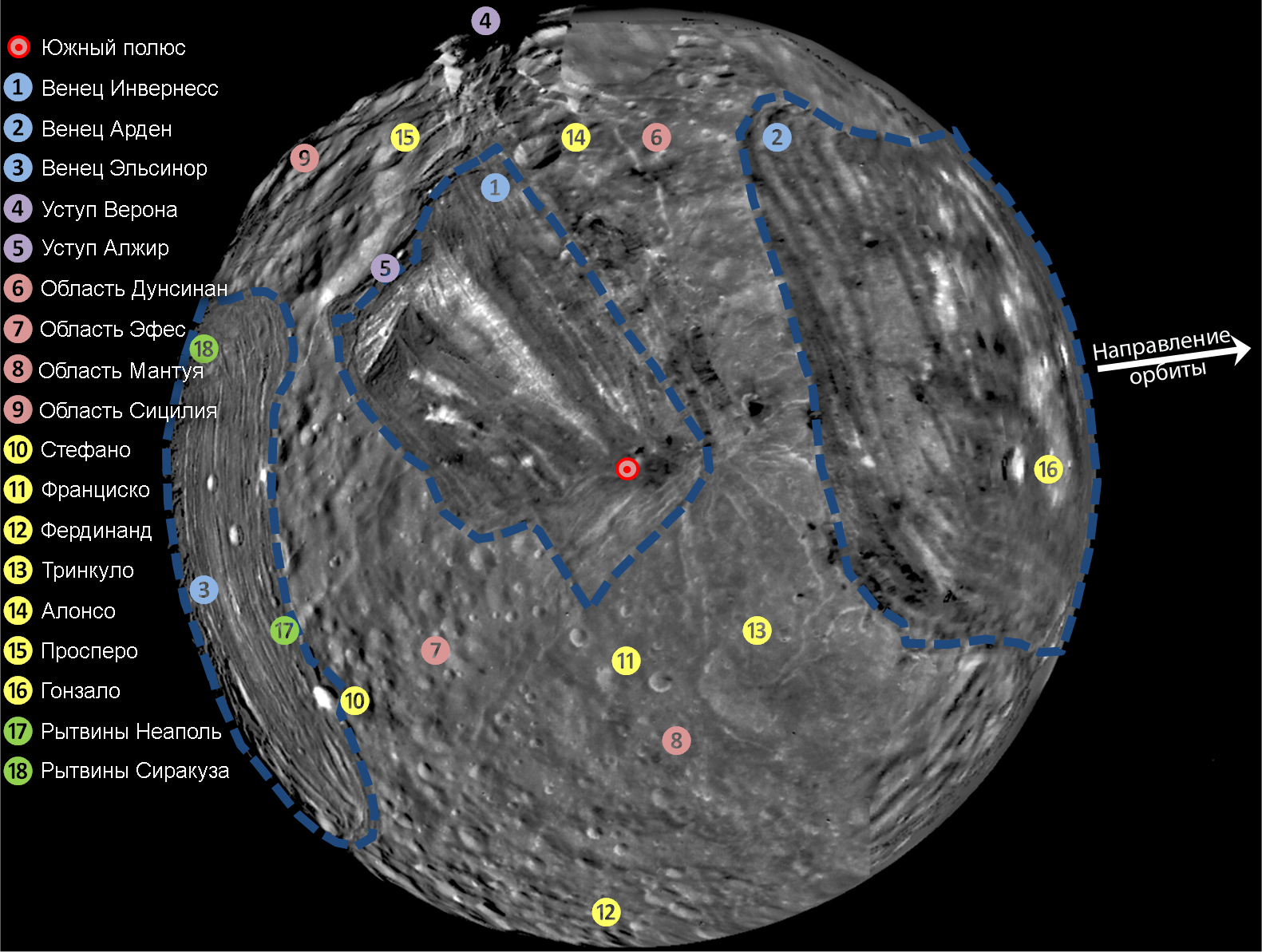
Карта Миранды

Это привело к предположению, что поверхность этого спутника на протяжении его истории перестраивалась до 5 раз. На изображениях Миранды видна структура в виде латинской буквы «V», рядом находятся горные хребты и долины, старые кратерированные и молодые гладкие области, затенённые каньоны глубиной до 20 км. Немного ниже центра находится большой кратер Алонсо глубиной 24 км.
Для объяснения сильной неоднородности поверхности Миранды выдвинуто несколько гипотез. По одной из них, Миранда была расколота в результате столкновения с крупным небесным телом, но потом куски снова воссоединились. Однако остаётся непонятным, почему сохранились ударные кратеры на остальных частях поверхности спутника. Другая гипотеза допускает, что имел место неравномерный разогрев недр Миранды.

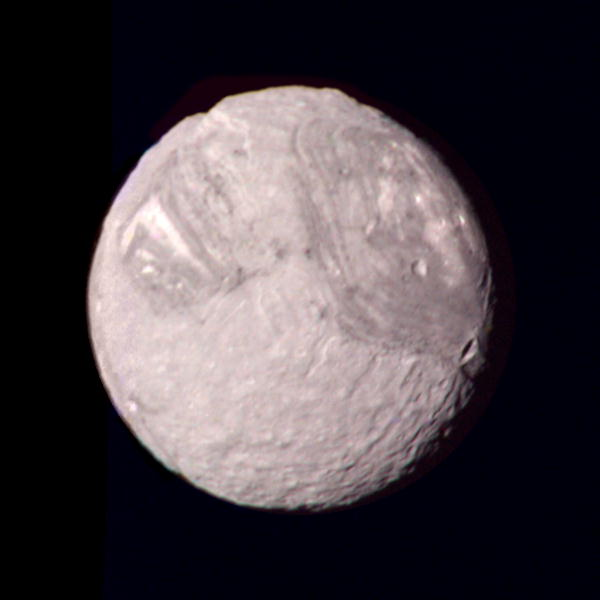
Миранда в натуральном цвете

### Области
Большие участки поверхности, которые отличаются от соседних по цвету или яркости, в планетной номенклатуре называют областями (лат. regio, мн. ч. regiones). Области Миранды, которые видно на снимках «Вояджера-2», получили названия «область Мантуя», «область Эфес», «область Сицилия» и «область Дунсинан». Это более или менее сильно кратерированные холмистые равнины. Кое-где на них есть разломы и уступы, некоторые из которых столь же стары, как и сами области, а другие, как предполагается, появились совсем недавно — при образовании венцов. Эти разломы сопровождаются грабенами, что указывает на наличие в прошлом тектонической активности. Поверхность областей практически однородно тёмная, но на склонах кратеров видны более яркие породы.

### Венцы

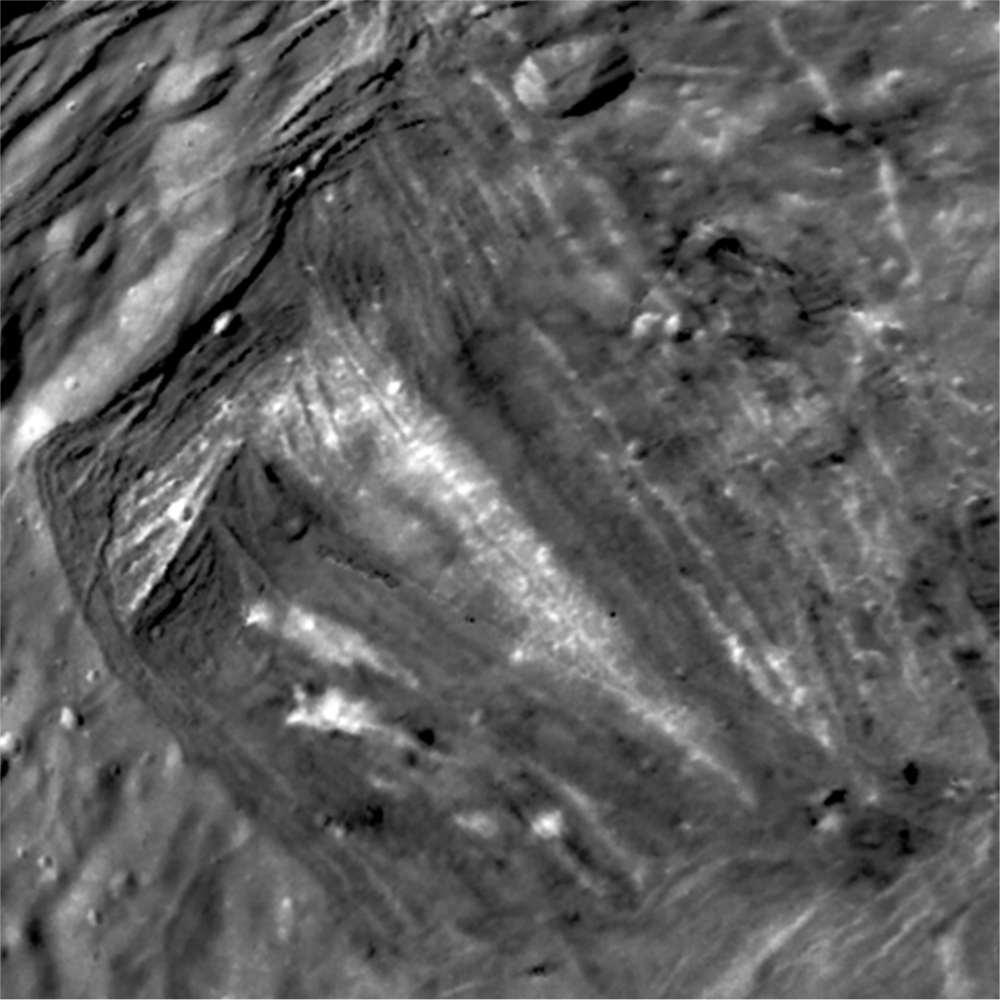
Венец Инвернесс со своеобразной белой структурой в центре. Справа вверху видно кратер Алонсо, слева внизу — уступ Алжир

Миранда — один из немногих спутников в Солнечной системе, обладающих венцами (лат. corona, мн. ч. coronae) — своеобразными кольцевыми или овальными деталями поверхности. Моделирование показало, что они могли возникнуть из-за конвекции в недрах. Предполагается, что в прошлом Миранда имела более вытянутую орбиту и на каждом обороте подвергалась деформации из-за изменения величины приливных сил от Урана. Это вызывало нагрев её недр, и тёплый пластичный лёд несколькими потоками поднимался к поверхности. Взаимодействуя с ней, эти потоки и образовали венцы.
Сейчас известны три венца, обнаруженные «Вояджером-2»: венец Арден (расположен на ведущем полушарии), венец Эльсинор (на ведомом полушарии) и венец Инвернесс (расположен на южном полюсе). Контрасты альбедо на поверхности Миранды наиболее ярко выражены на венцах Арден и Инвернесс.

#### Венец Инвернесс
Венец Инвернесс — это трапециевидная область площадью около 200 км², расположенная вблизи южного полюса. Его внешняя граница, как и внутренние гребни и полосы, образует многоугольник. Он ограничен с трёх сторон (юга, востока и севера) сложной системой разломов. Природа западного края менее ясна, но он тоже может быть результатом тектонической активности. Бо́льшую часть площади венца занимают параллельные канавки, разделённые промежутками в несколько километров. Малое количество ударных кратеров указывает на меньший, чем у двух других венцов, возраст венца Инвернесс.

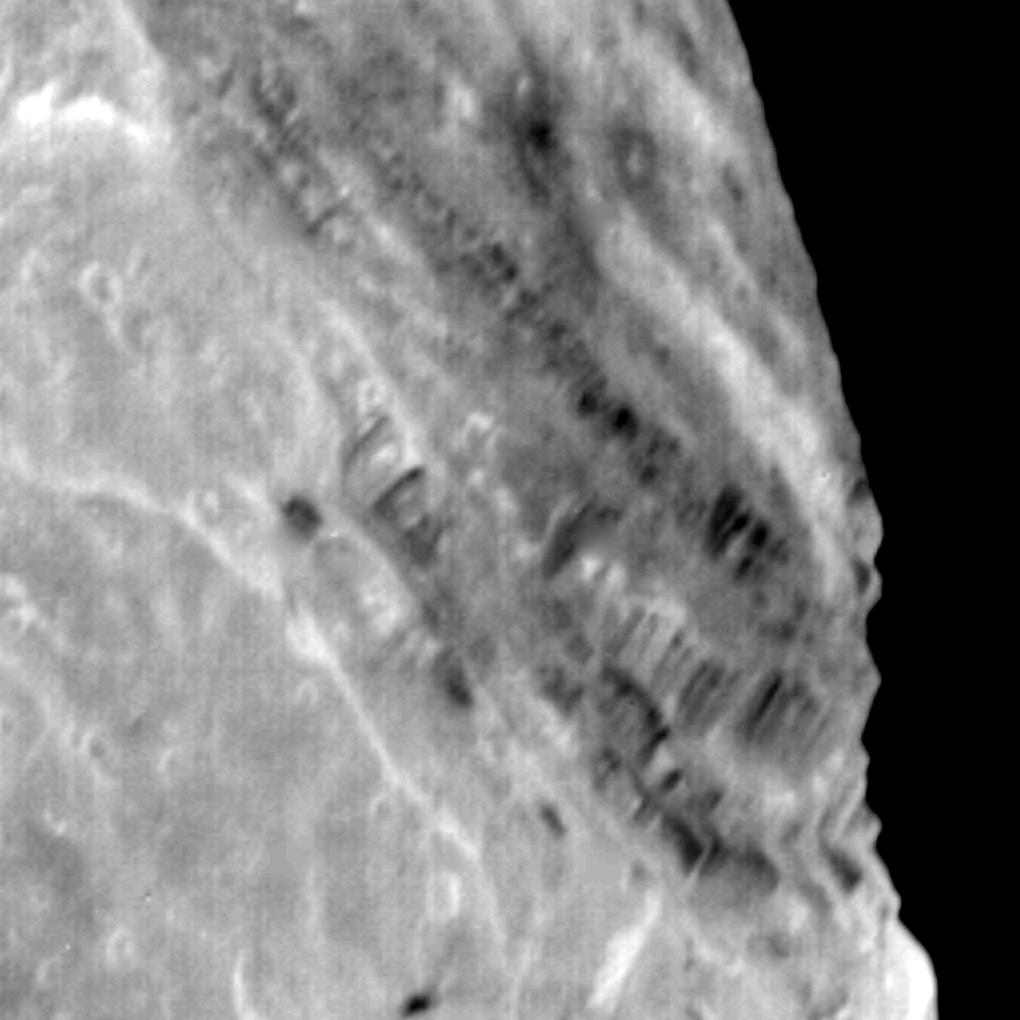
Разломы, возвышенности и другие особенности венца Арден

#### Венец Арден
Венец Арден находится на ведущем полушарии Миранды, и простирается на 300 км с востока на запад. Его размер с севера на юг неизвестен, поскольку во время фотографирования его «Вояджером-2» северное полушарие находилось за терминатором (было погружено во тьму). Этот венец образован светлым скошенным прямоугольником шириной как минимум 100 км, который опоясан более тёмными параллельными полосами. В целом получается своеобразная «яйцеобразная» фигура. Внутренняя и внешняя часть венца Арден сильно отличаются. Внутренняя зона имеет гладкий рельеф и «мраморный» узор из больших светлых участков, разбросанных по тёмной поверхности. Стратиграфические отношения между тёмной и светлой поверхностью не могут быть определены из-за малого разрешения снимков «Вояджера-2». Внешняя часть венца Арден образована светлыми и тёмными полосами, которые простираются от западной части венца, где они пересекают кратерированную поверхность (около 40° долготы), до восточной части, где они уходят на ночную сторону (около 110° долготы). Эти полосы образованы обрывами, которые на границе между венцом Арден и кратерированной областью Мантуя постепенно сходят на нет. Арден сформировался раньше, чем Инвернесс, и одновременно с венцом Эльсинор.

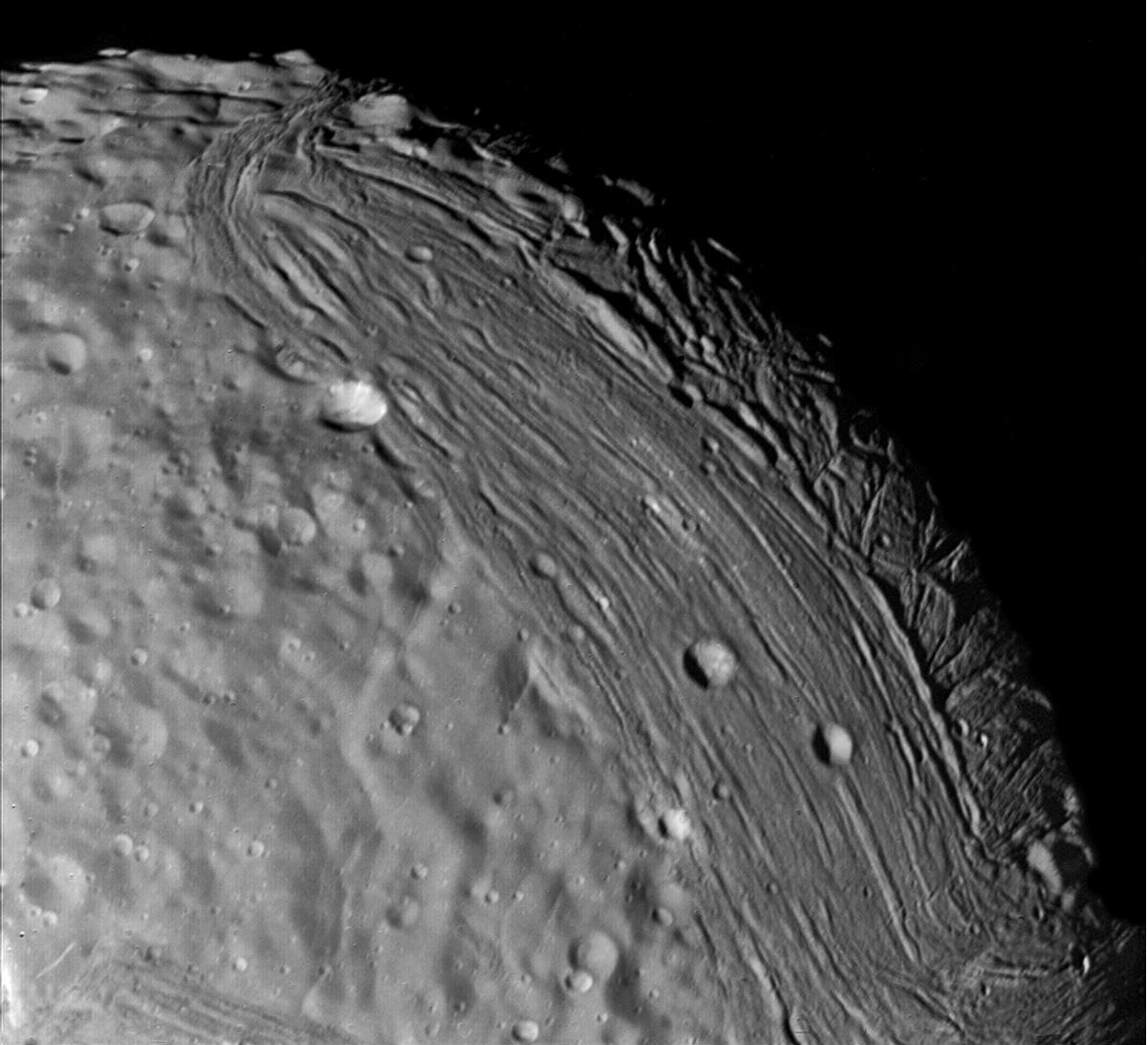
Венец Эльсинор крупным планом справа, левее от него находится область Эфес

#### Венец Эльсинор
Венец Эльсинор находится на ведомом полушарии Миранды и на снимках «Вояджера» расположен около терминатора. По размеру и структуре он похож на венец Арден. У обоих венцов есть внешний пояс шириной около 100 км, который опоясывает внутреннюю часть. Рельеф этой части представляет собой сложный комплекс впадин и возвышенностей, которые обрываются на границе внешнего пояса, образованного почти параллельными линейными хребтами. Во впадинах есть небольшие сегменты холмистой и кратерированной местности. В пределах венца Эльсинор есть и рытвины — системы примерно параллельных впадин и гряд, сравнимые с таковыми на Ганимеде, спутнике Юпитера.

### Уступы

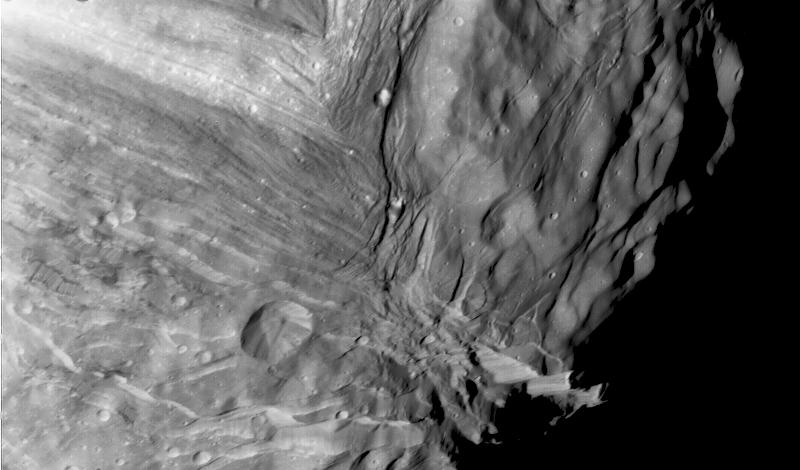
Участок поверхности Миранды, на котором хорошо виден уступ Верона (обрыв высотой 20 км справа внизу). Фотография сделана с аппарата «Вояджер-2» 24 января 1986 года

На поверхности Миранды есть и уступы. Некоторые из них старше венцов, а другие моложе. Самый красочный — уступ Верона — наблюдается на краю глубокой впадины, уходящей за терминатор.
Эта впадина начинается с северо-западной стороны венца Инвернесс, где расположен уступ Алжир, и тянется к месту схождения полос этого венца, после чего направляется к терминатору. Там она имеет ширину около 20 км, а её край образует огромный светлый обрыв — уступ Верона. Высота этого уступа составляет 10—15 км, что намного выше стен Большого Каньона на Земле. Высота этой скалы особенно удивительна по сравнению с небольшим размером Миранды: 2—3 % диаметра спутника. Все эти выводы сделаны по снимкам с «Вояджера-2», где уступ Верона уходит за терминатор. Вполне вероятно, что этот уступ продолжается на ночную сторону, и его полная длина ещё больше.

### Ударные кратеры
По количеству ударных кратеров можно определить возраст поверхности твёрдого небесного тела, лишённого атмосферы, — чем больше кратеров, тем старее поверхность.
Во время пролёта космической станции «Вояджер-2» были изучены только кратеры на южной стороне спутника. Их диаметры варьируют от 500 м (предел видимости) до 50 км. Кратеры весьма разнообразны по форме. У некоторых очень хорошо видны края, и зачастую они окружены веществом, выброшенным при ударе. Другие настолько разрушены, что их видно с трудом.
На Миранде не найдено сложных кратеров с центральными горками или кратеров, опоясанных множеством колец. Обнаруженные кратеры — простые (с чашеобразным дном) или переходные (с плоским дном), причём зависимости формы кратеров от их размера не наблюдается. Известны и простые кратеры диаметром около 15 км, и переходные кратеры диаметром всего 2,5 км. Кратеры Миранды редко окружены выбросами, а у кратеров диаметром более 15 км выбросы вовсе неизвестны. При диаметре кратера менее 3 км его выбросы обычно светлее окружающей поверхности, а при диаметре от 3 до 15 км — темнее. Но среди кратеров любого размера есть и такие, у которых выбросы имеют то же самое альбедо, что и окружающая поверхность.

## Происхождение и эволюция
На примере этого спутника можно наблюдать интересные геологические явления. Для объяснения его формирования и геологической эволюции научным сообществом предложены несколько теорий. Одна из них состоит в том, что Миранда сформировалась из газопылевой туманности или аккреционного диска вокруг Урана. Этот диск либо существовал со времён формирования планеты, либо образовался при огромном столкновении, которое, скорее всего, и дало Урану большой наклон оси вращения. Между тем на этом относительно небольшом спутнике есть детали, возраст которых удивительно мал по сравнению с возрастом самой Миранды. По-видимому, возраст самых молодых геологических образований Миранды составляет всего лишь несколько сотен миллионов лет. Моделирование термической истории небольших спутников (размера Миранды) предсказывает скорое охлаждение и полное отсутствие геологической эволюции после аккреции спутника из туманности. Геологическая активность в течение столь долгого времени не может быть объяснена ни энергией от начальной аккреции, ни энергией деления радиоактивных элементов.
Миранда по сравнению с остальными спутниками Урана имеет самую молодую поверхность. Это указывает на то, что поверхность Миранды недавно претерпела значительные изменения. Нынешнее её состояние объясняется её сложной геологической историей, в которой имели место редкие сочетания различных астрономических явлений. Среди этих явлений могут быть и приливные силы, и явления орбитальных резонансов, и процессы конвекции и частичной дифференциации.
Удивительная геологическая структура поверхности, состоящей из резко отличающихся областей, может быть результатом того, что Миранда была разбита на части при катастрофическом столкновении с другим небесным телом, а затем заново собралась из кусков под действием силы гравитации. Некоторые учёные предполагают даже несколько этапов столкновений и повторной аккреции спутника. Эта версия стала менее привлекательной в 2011 году из-за появления данных в пользу гипотезы, объясняющей особенности рельефа Миранды действием приливных сил Урана. Видимо, эти силы могли создать крутые разломы, наблюдаемые в венцах Инвернесс и Арден. Источником энергии для таких преобразований могла быть только сила притяжения Урана.
В конечном счёте, формирование поверхности Миранды могло длиться более 3 млрд лет. Оно началось примерно 3,5 млрд лет назад с появления сильно кратерированных районов и закончилось сотни миллионов лет назад образованием венцов.
Явления орбитальных резонансов (в большей степени с Умбриэлем, чем с Ариэлем) оказали значительное влияние на эксцентриситет орбиты Миранды, что могло привести к разогреву недр и геологической активности спутника. Нагрев способствовал конвекции внутри Миранды, которая положила начало дифференциации её вещества. В то же время орбитальный резонанс слабо изменил бы орбиты других, более массивных, спутников. Но, вероятно, поверхность Миранды искорёжена слишком сильно, чтобы это можно было объяснить только этим механизмом.
Миранда ушла от резонанса с Умбриэлем в ходе процесса, который придал её орбите аномально большое наклонение к экватору Урана. Большой ранее эксцентриситет уменьшился из-за действия приливных сил: изменения их величины на каждом витке орбиты приводят к подвижкам и трению в недрах. Это стало причиной нагрева спутника и позволило ему вернуть шарообразную форму, но при этом Миранда сохранила впечатляющие геологические образования, такие как уступ Верона. Поскольку первопричиной геологической активности был эксцентриситет орбиты, его уменьшение привело к затуханию этой активности. В результате Миранда стала холодным инертным спутником.

## Исследования

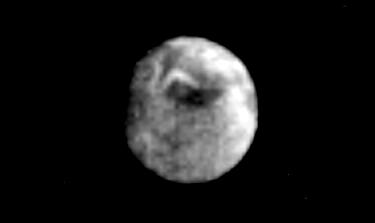
Снимок, полученный «Вояджером-2» с расстояния 1,38 млн км

«Вояджер-2», изучавший систему Урана в январе 1986 года, сблизился с Мирандой намного теснее, чем с любым другим спутником Урана (на 29 000 км), и поэтому заснял её намного детальнее. Наилучшие фотографии Миранды имеют разрешение 500 м. Заснято около 40 % поверхности, но только 35 % — с качеством, пригодным для геологического картирования и подсчёта кратеров. При пролёте «Вояджера» вблизи Миранды Солнце освещало только южное её полушарие, и поэтому северное осталось неизученным. Никакой другой космический корабль никогда не посещал Миранду (и вообще систему Урана). В 2020-х годах, возможно, будет запущен исследовательский аппарат НАСА «Uranus orbiter and probe». В его состав будет входить орбитальный модуль и атмосферный зонд. Кроме того, группа из 168 учёных представила Европейскому космическому агентству программу миссии «Uranus Pathfinder» для путешествия к внешней части Солнечной системы, в котором конечной целью будет Уран. Цель этих программ — уточнение данных об Уране и его спутниках (в том числе и о Миранде).

## В культуре
Дэвид Нордли посвятил Миранде фантастический рассказ «В пещерах Миранды», где рассказывается о путешествии по спутнику.